# Internet par satellite
 (avril 2020).
Si vous disposez d'ouvrages ou d'articles de référence ou si vous connaissez des sites web de qualité traitant du thème abordé ici, merci de compléter l'article en donnant les références utiles à sa vérifiabilité et en les liant à la section « Notes et références ».

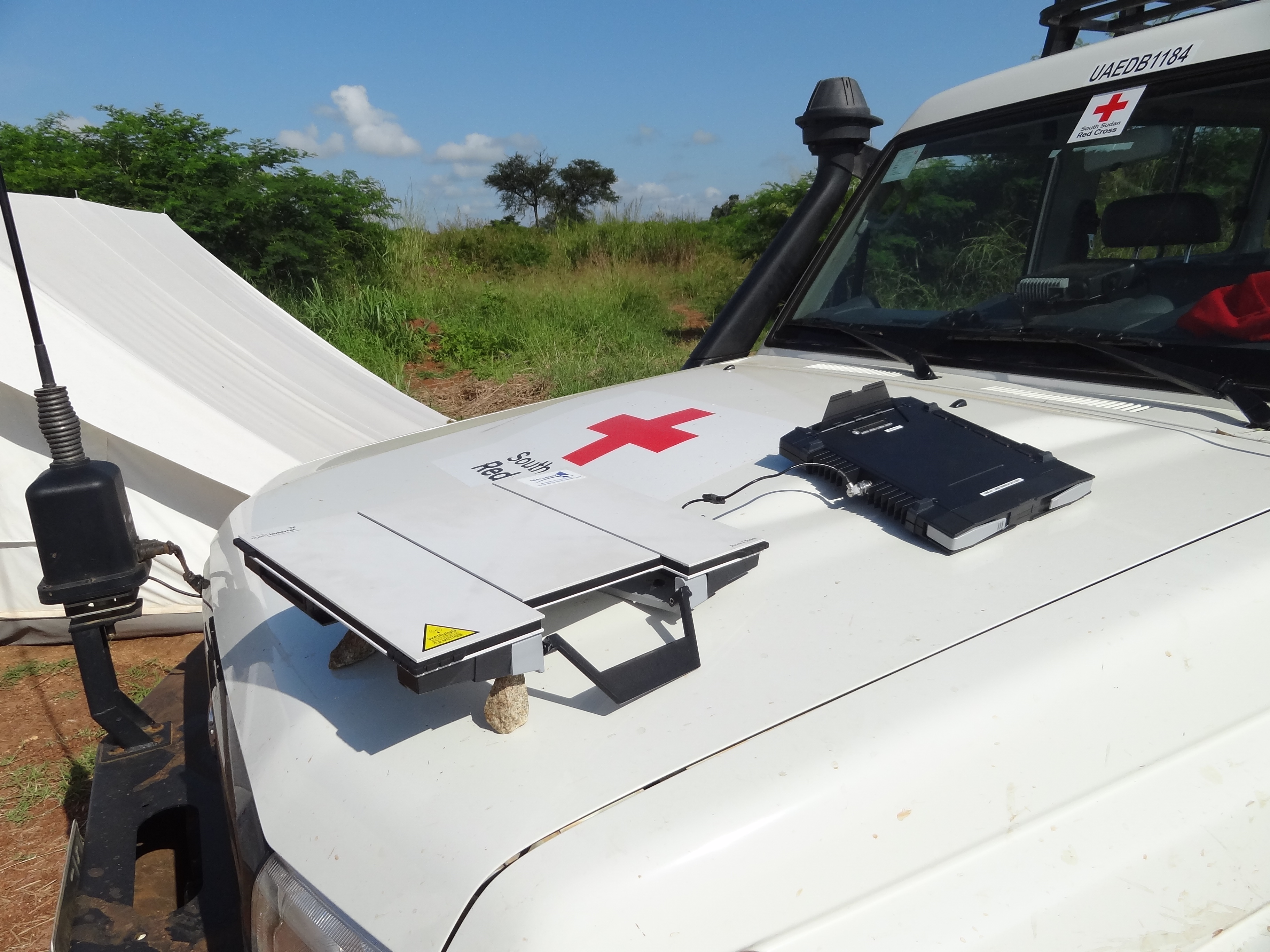
Antenne internet satellite portable

Internet par satellite est à la fois une méthode d'accès au réseau Internet et un mode de large diffusion via une transmission satellitaire à destination du grand public ou des entreprises.

## Principes techniques
Le foyer ou le véhicule est équipé d'une antenne de réception satellite (exemple : antenne parabolique) disposant à la fois d'un dispositif de réception (liaison descendante) et d'un système d'émission intégré (liaison montante).
L'antenne est reliée à un récepteur spécial ou démodulateur-modem. Celui-ci est connecté à un ou plusieurs ordinateurs (via cordons Ethernet, USB ou par une liaison sans fil de type Wi-Fi).
Il est nécessaire de souscrire un abonnement pour l'accès au service auprès d'un opérateur, sur le principe de l'ADSL.
Le débit alloué par l'opérateur peut aller jusqu'à 20 Mb/s et est donc supérieur à la plupart des accès xDSL. Selon l'ARCEP, l'éligibilité théorique à l'ADSL en France se décline comme suit : 59 % des lignes téléphoniques permettent un accès ADSL à plus de 8 Mb/s, 16 % sont éligibles à un accès entre 4 et 8 Mb/s, 13 % peuvent accéder entre 2 et 4 Mb/s, enfin 12 % ont moins de 2 Mb/s. Le seuil pour avoir accès aux services de triple play variant de 2 à 5 Mb/s (selon la définition de l'image, SD ou HD).
La tarification des accès à Internet par satellite s'établit généralement en fonction du débit alloué et selon le volume de téléchargement mensuel autorisé (en Gigaoctets).
Les protocoles et normes exploités pour l'accès Internet par satellite sont strictement identiques à ceux utilisés par tous les autres modes de transmission (xDSL, Wi-Fi, WiMAX...).
Lancé fin 2010 et opérationnel depuis mai 2011, le satellite KA-SAT est le premier satellite européen dont l'unique mission est de fournir un accès à internet à haut débit.

## Avantages et inconvénients
Internet par satellite permet d'accéder au réseau quel que soit le lieu couvert par le satellite, y compris en mer, dans le désert ou en rase campagne. Il assure une plus grande fiabilité de service du fait qu'il n'est pas tributaire d'intermédiaires (exemple : boucle locale de l'ADSL)[réf. nécessaire]. En outre, la parabole utilisée pour Internet permet la réception de programmes TV diffusés sur les mêmes satellites[réf. nécessaire].
Le coût d'abonnement est équivalent à un accès ADSL (les offres tendent à s'harmoniser), l'installation est plus complexe (même si les opérateurs prétendent qu'elle peut être réalisée par l'abonné lui-même) et le débit est généralement supérieur à celui de l'ADSL téléphonique, particulièrement pour les solutions professionnelles ou d'entreprise[réf. nécessaire].
Avec l'arrivée de la solution Konnect via Eutelsat fin 2020, le système multifaisceau (déjà utilisé par la première génération KASAT[Quoi ?] et Tooway[Quoi ?]) doit offrir des débits équivalents à une connexion par fibre dès 2021, ce qui révolutionne ce type de connexion et représente une alternative fiable aux réseaux filaire ou 4G/5G. Le satellite serait écologique dans le sens où un seul satellite couvre des milliers d'utilisateurs (voire des millions avec les services de télévision par satellite) dans un Pays donné, ce qui limite les réseaux filaires enfouis et aériens. Les coûts de raccordement en fibre optique dans certaines zones difficiles d'accès peuvent également être un frein à la THD pour tous.[réf. nécessaire]
Sur un accès à Internet par satellite, la latence est relativement importante par rapport aux solutions de type ADSL. Le signal doit en effet faire deux aller/retour (un pour envoyer la donnée et un autre pour l'obtenir) entre l'utilisateur et le satellite[réf. nécessaire]. Lorsque ce dernier est placé sur orbite géostationnaire (située à 35 786 km), le temps de trajet du signal atteint ainsi plusieurs dixièmes de secondes : le ping moyen d'une connexion satellite se situe aux alentours de 650 ms, contre 40 ms pour l'ADSL. Cela exclut d'office l'utilisation des jeux vidéo multijoueurs en temps réel, qui nécessitent un échange rapide de données pour actualiser les positions des joueurs. Néanmoins, les jeux vidéo plus classiques et qui ne nécessitent pas de temps réel sont possibles. Les logiciels de voix sont d'une qualité satisfaisante depuis que ce type d'application est priorisé sur les réseaux satellitaires, mais certains logiciels ne sont pas encore adaptés à une telle latence. Lors de la navigation sur le Web, cette latence est compensée par des mécanismes de prélecture, qui préchargent des pages.
Une autre spécificité de l'Internet par satellite est l'émission de quotas (généralement par mois), comme sur les accès à Internet des réseaux mobile 3G, avec néanmoins des quotas beaucoup plus élevés. Les opérateurs proposent par exemple des quotas d'échange de données de 15 Gio/mois à 25 Gio/mois. À titre de comparaison, la consommation moyenne d'un Internaute en France est de 16 Go/mois, ce type de volume est donc adapté à un usage classique d'Internet. Lorsque le quota est dépassé, la connexion est soit interrompue, soit limitée à 128 kb/s (soit le double du bas débit) ; des recharges payantes sont proposées. Depuis 2012, des offres sans quota sont apparues chez certains opérateurs, aux débits descendants de 20 Mbit/s et compris entre 2 et 6 Mbit/s dans le sens montant. Ces offres sont plus chères que les offres xDSL classiques (entre 50 et 75 €), mais peuvent être une bonne alternative pour certaines zones rurales ou l'ADSL ne dépasse pas les 2 Mbit/s.

## Installation
Les pionniers de l'installation de ces solutions en France utilisaient des systèmes unidirectionnels, et ce dès la fin des années 1990 jusqu'au début des années 2000, la requête des données passait par une ligne téléphonique standard (analogique ou Numéris), et la réception des données arrivait sur une antenne parabolique standard. L'inconvénient principal de ce principe était des temps de latence encore plus longs, la requête utilisant une voie terrestre, et aussi une vitesse en émission qui dépendait d'une liaison bas-débit. Cela n'améliorait donc que la vitesse en réception, qui pouvait toutefois atteindre jusqu'à 1 Mbit/s, ce qui n'était déjà pas si mal pour l'époque, car beaucoup de foyers étaient en bas-débit. La partie informatique était souvent complexe à configurer, avec un modem satellite sous forme de carte à insérer dans l'ordinateur, ou bien un modem externe sur port USB, plus facile à installer.
Lorsque sont arrivés les systèmes utilisant une technologie bidirectionnelle, le principe de l'émission-réception des données a permis non seulement d'améliorer la fluidité de la navigation, mais aussi d'offrir des débits de plus en plus importants, notamment à l'émission des requêtes.
En revanche, la partie du travail de l'installateur n'a pas forcément été simplifiée, la rigueur nécessaire à une installation qui fonctionne étant très exigeante, notamment au niveau de la fixation par exemple, dont le mât doit être réalisé parfaitement de niveau. Il est nécessaire en effet de procéder à des réglages très fins sur une monture spéciale, qui concernent notamment l'inclinaison et la déclinaison de l'antenne. De plus, il y a parfois deux câbles à tirer, un pour la voie montante, l'autre pour la voie descendante (néanmoins, certains LNB utilisent un protocole avec un seul câble coaxial sur le modem satellite). Un signal sonore équipe maintenant les LNB pour assurer ce pointage, mais les compétences d'un technicien antenniste sont souvent requises pour obtenir une installation fiable dans le temps. Qualité des connexions, étanchéification des fiches externes, pointage, réglages de contre-polarisation, fixation résistante aux vents, l'ensemble d'un système pouvant avoisiner les quinze kilos.
La mise à jour d'un modem satellite ne se fait pas toujours automatiquement, cela nécessite aussi des connaissances de base en informatique et des connexions réseaux.

## Services
Ils sont généralement identiques à ceux proposés en xDSL :
- World Wide Web
- IPTV
- Messagerie électronique (SMTP, POP ou POP3) ou IMAP ou IMAP4)
- Transferts de fichiers (FTP File Transfert Protocol)
- P2P généralement "bridé" ou limité en volume mensuel (partage de fichiers en pair à pair, calcul distribué, P2P VoIP, etc.)

## Opérateurs
En France, les trois opérateurs satellitaires majeurs SES SA (service Astra2connect, Viasat (service Skylogic) et Eutelsat (service Konnect) délèguent à des fournisseurs spécialisés la commercialisation des offres.
Les fournisseurs grand public ou professionnels sont : 
- par Astra (offre OuiSat) : Numerisat (groupe Numerisat ) ;
- par Viasat (offre Viasat) : Numerisat, Com-Ip) ;
- par Eutelsat (offre IPEasy) : Caribsat ;
- par Eutelsat (système Konnect) : Nordnet[4],[5]

Dans les années 2010 et 2020, des mégaconstellations de satellites privées voient le jour. Elles devraient à terme faire passer le nombre d'objets en orbite basse de quelques milliers en 2020 à plusieurs dizaines de milliers,. Sont par exemple prévus 12 000 satellites voire 42 000 pour Starlink de SpaceX, 3 250 pour Kuiper d'Amazon, et 650 à 2 000 pour OneWeb,. Cette multiplication des objets en orbite soulève des controverses concernant notamment les risques de débris spatiaux et de pollution lumineuse qu'ils représentent,,. En septembre 2023, une analyse estime les impacts environnementaux des constellations de satellites en orbite basse 14 à 21 fois supérieurs à ceux des accès terrestres à Internet.